# فرح القاسمي
فرح القاسمي (مواليد 1991) مصورة من الإمارات العربية المتحدة. وهي معروفة بصورها الحياتية في الخليج العربي.

## حياتها
في عام 2018 انتقلت إلى مدينة نيويورك بعد التحاقها جامعة ييل، حيث حصلت على درجة البكالوريوس في عام 2018، انتقلت إلى مدينة نيويورك وعملت كمديرة في جامعة نيويورك أبو ظبي قبل أن تعود إلى جامعة ييل شهادة الماجستير في الفنون الجميلة. تعيش في بروكلين، نيويورك.

## عملها
بدءًا من 29 يناير 2020، وضعت صورها السبعة عشر التي تشكل مجموعة "Back and Forth Disco" على مائة حافلة عامة في جميع أنحاء مدينة نيويورك كجزء من مشروع الصندوق العام للفنون. عرضت أعمالها في مركز List Visual Arts في معهد ماساتشوستس للتقانة في الفترة من 30 يوليو إلى 20 أكتوبر 2019. عرضت أعمالها أيضًا في The Third Line في دبي في عام 2019. وهي تدرس في جامعة برات، وجامعة نيويورك، ومدرسة رود آيلاند للتصميم.
بعد حصولها على درجة البكالوريوس، أمضت القاسمي ثلاث سنوات في العمل كمديرة في جامعة نيويورك أبو ظبي قبل أن تعود إلى جامعة ييل للحصول على الماجستير. وهي تدرس في برات، جامعة نيويورك ومدرسة رود آيلاند للتصميم.
في عام 2018 حصلت على جائزة Artadia من قبل New New Deal Dealers في نيويورك. هي عازفة بيانو كلاسيكية، وتكتب الموسيقى لأفلامها الخاصة. كانت مدرجة في قائمة فوربس للـ 30 تحت سن 30 - آرت آند ستايل 2020.

### المعارض
- غرف الفنانين: فرح القاسمي، مركز جميل للفنون، دبي (2019).[6][7]
- Back and Forth Disco، صندوق الفن العام (مواقع مختلفة في جميع أنحاء مدينة نيويورك) (2019).[8]
- بروذرفيل، مكتبة جامعة ولاية واين الجامعية، ديترويت (2020).
- فرح القاسمي: آلة النجوم، معرض غرب أستراليا للفنون، بيرث (2023).[9]
- فرح القاسمي، مدير إدارة برلين، ألمانيا (2023).[10][11]
- معرض فردي نظم من خلال مهرجان أبوظبي ومؤسسة «ديلفينا» (2023).[12]

### المنشورات
- مرحبا بالمستقبل (كابريشوس، 2021).